# قبار أشعث الأزهار
قبار أشعث الأزهار (الاسم العلمي:Capparis lasiantha) هو نوع من النباتات يتبع جنس القبار من الفصيلة القبارية.

## معرض صور

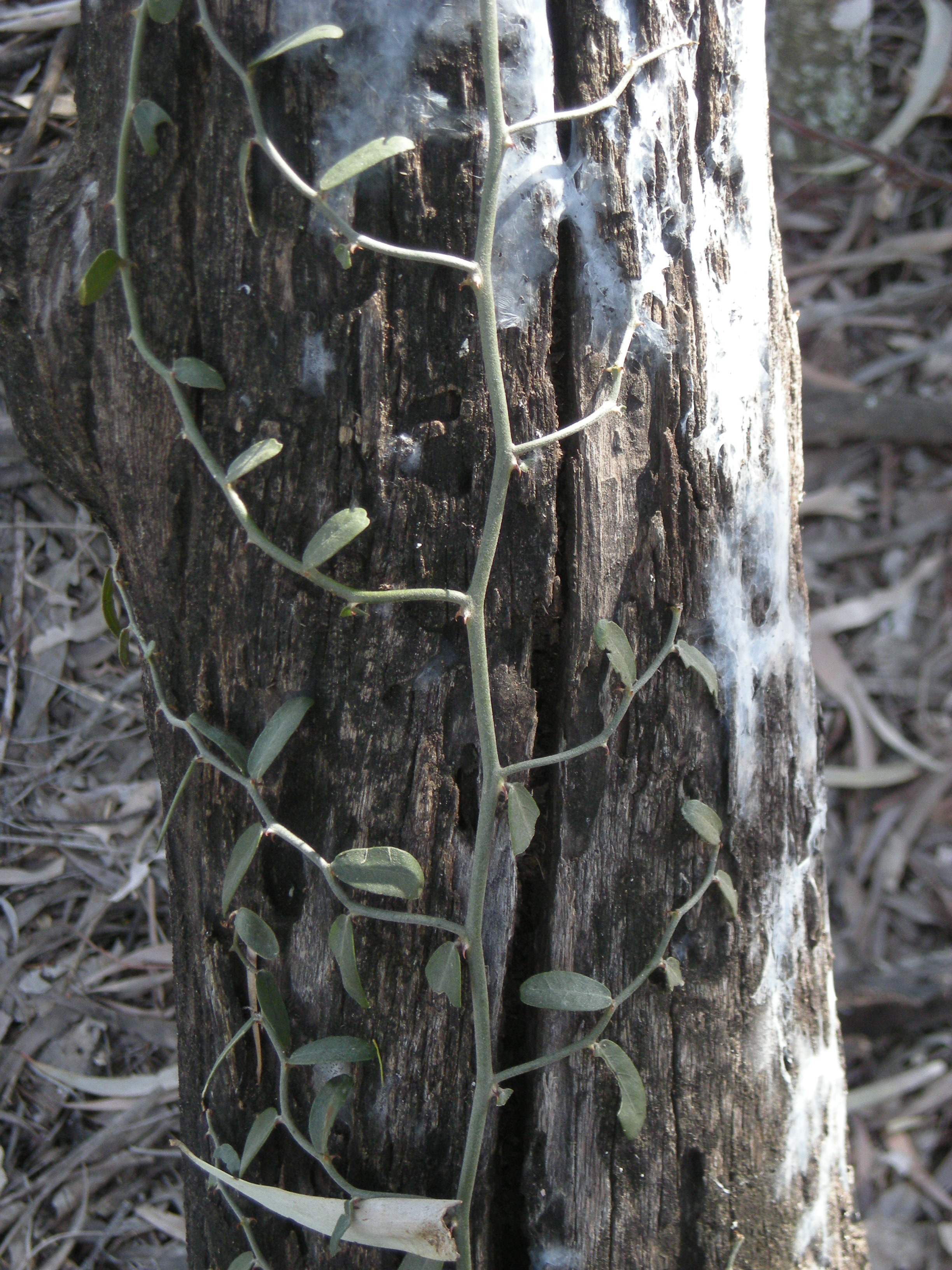
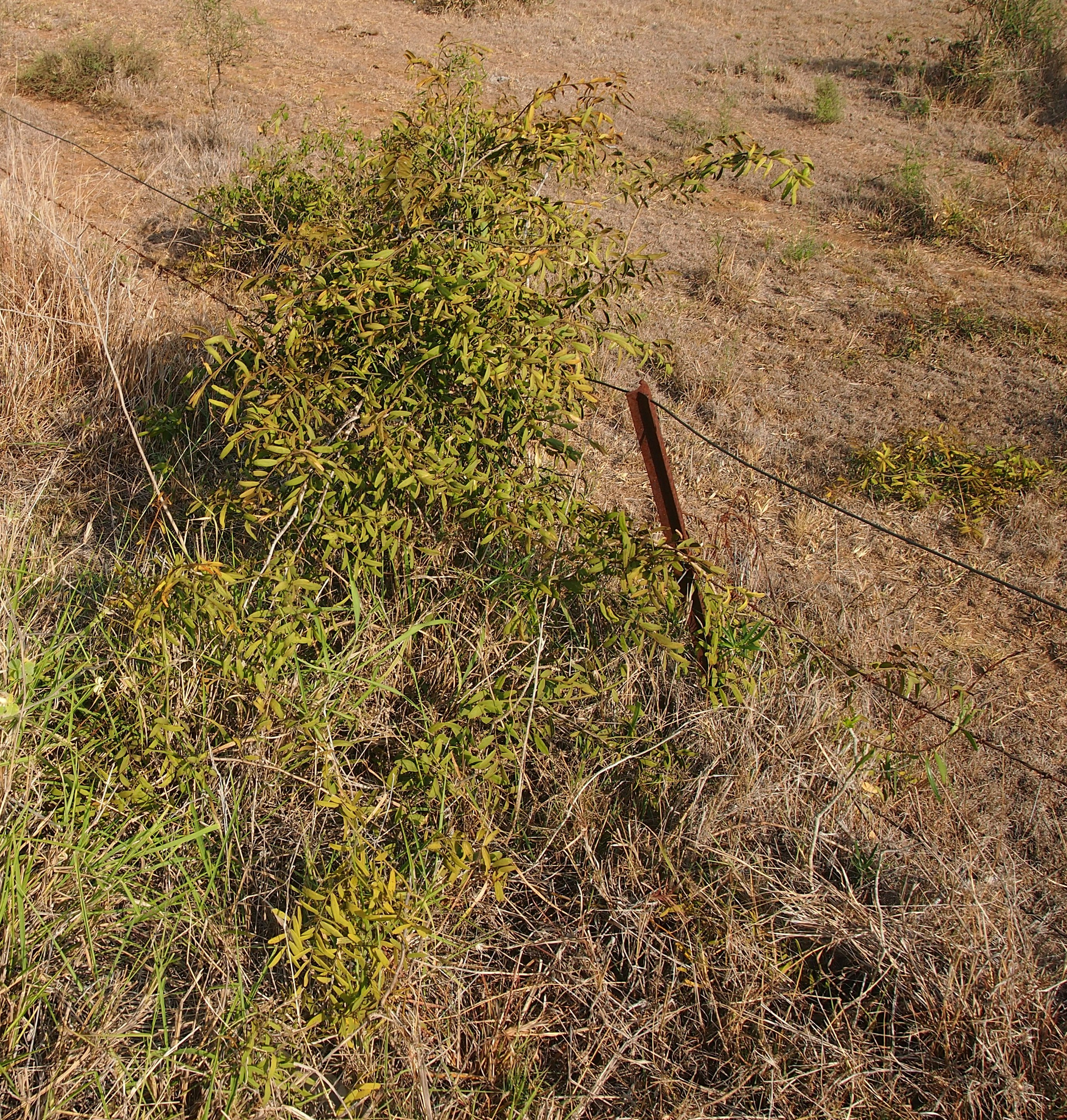
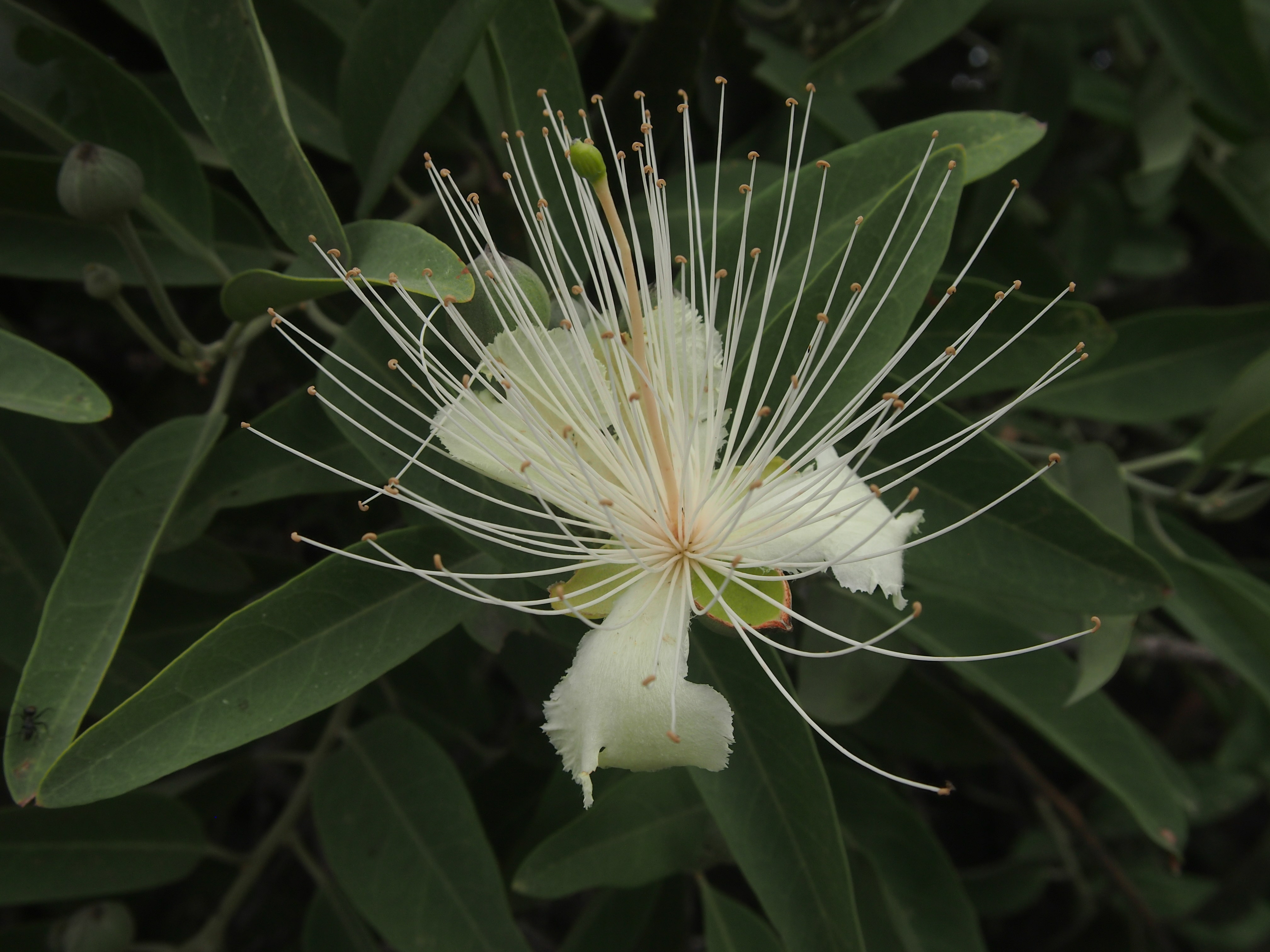
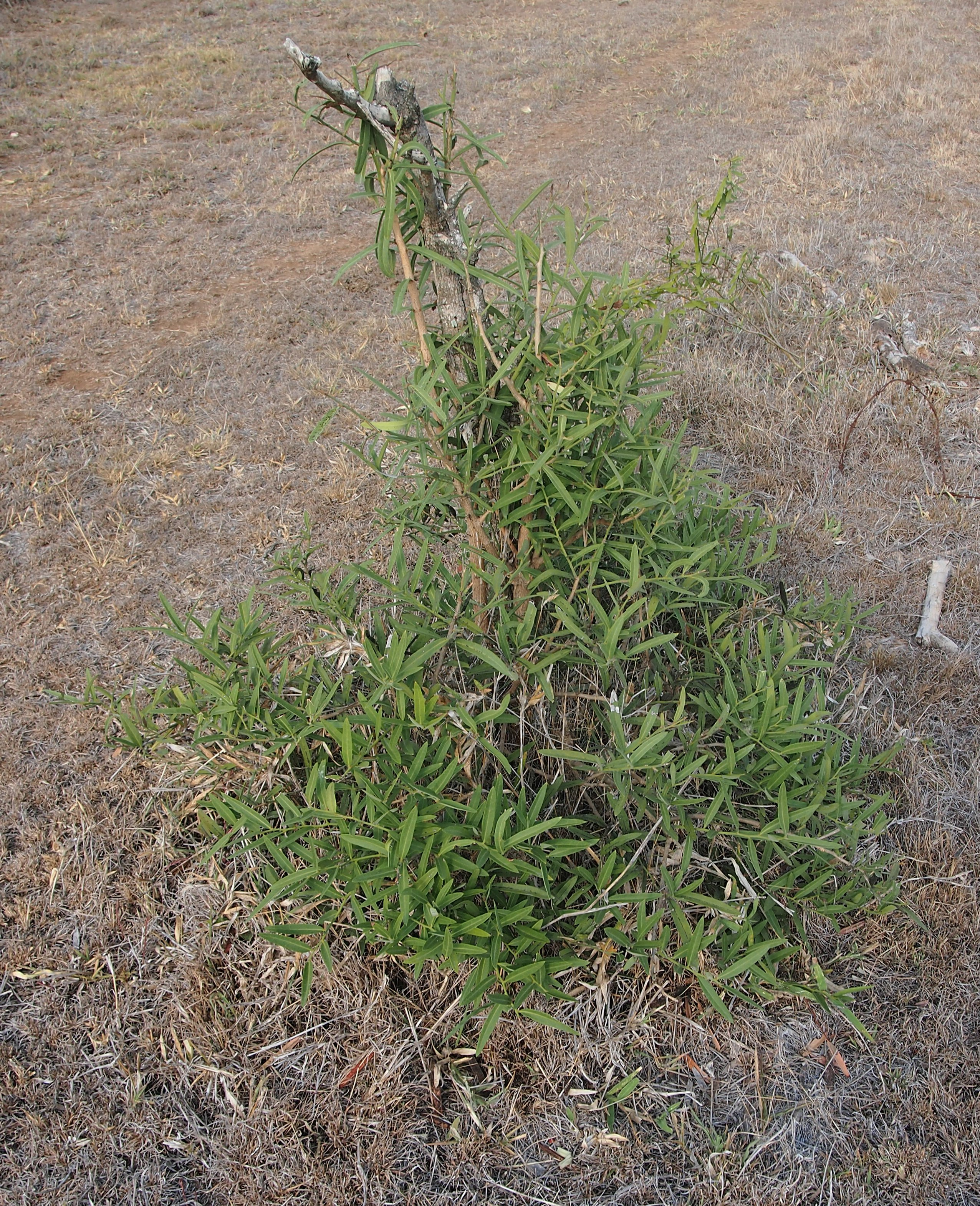
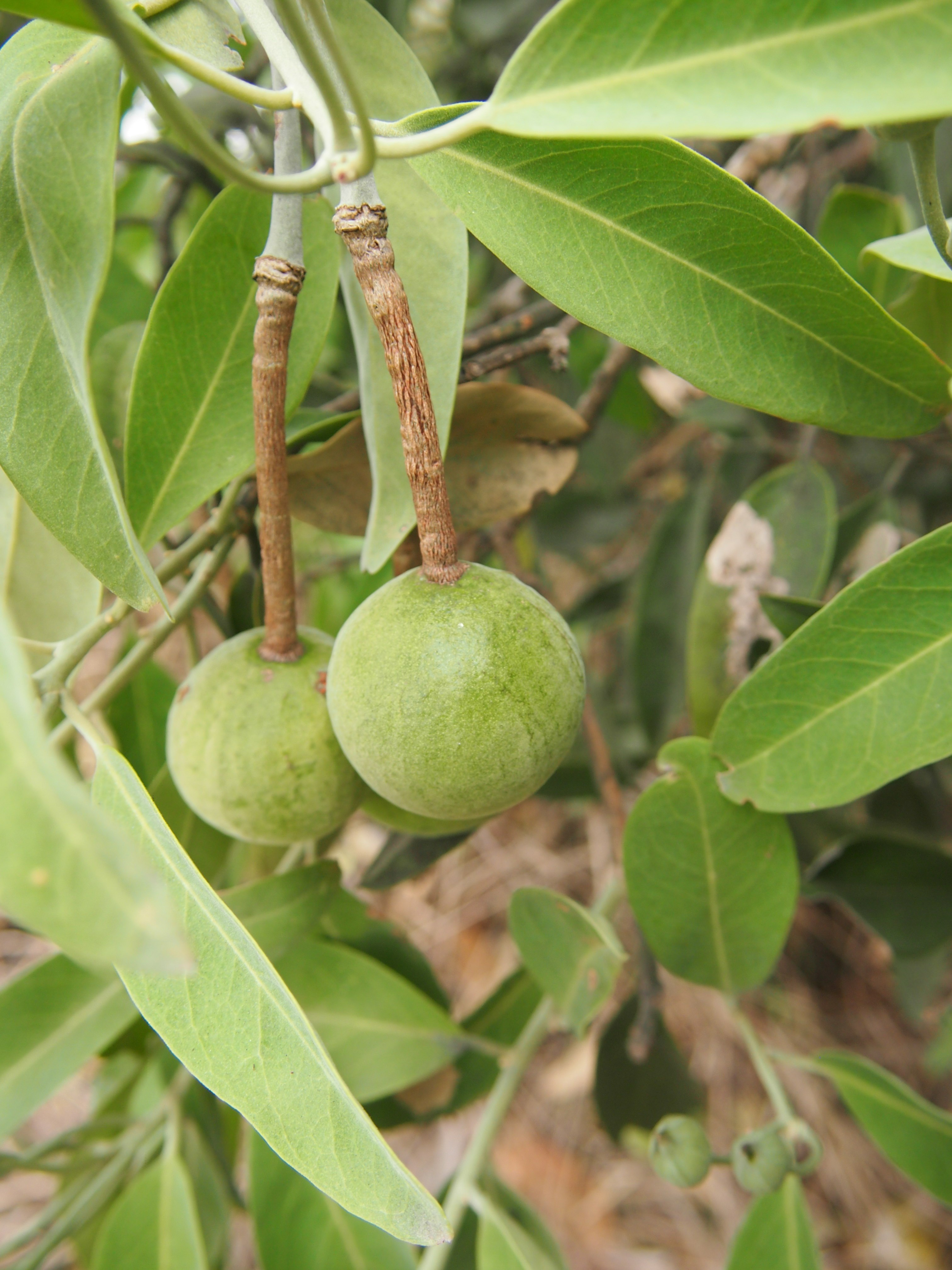